# Calochortus tolmiei
Calochortus tolmiei es una especie de planta medicinal perteneciente a la familia de las liliáceas. Es originaria de la costa oeste de los Estados Unidos desde Washington a California, donde es un miembro común de la flora en varios tipos de hábitat.

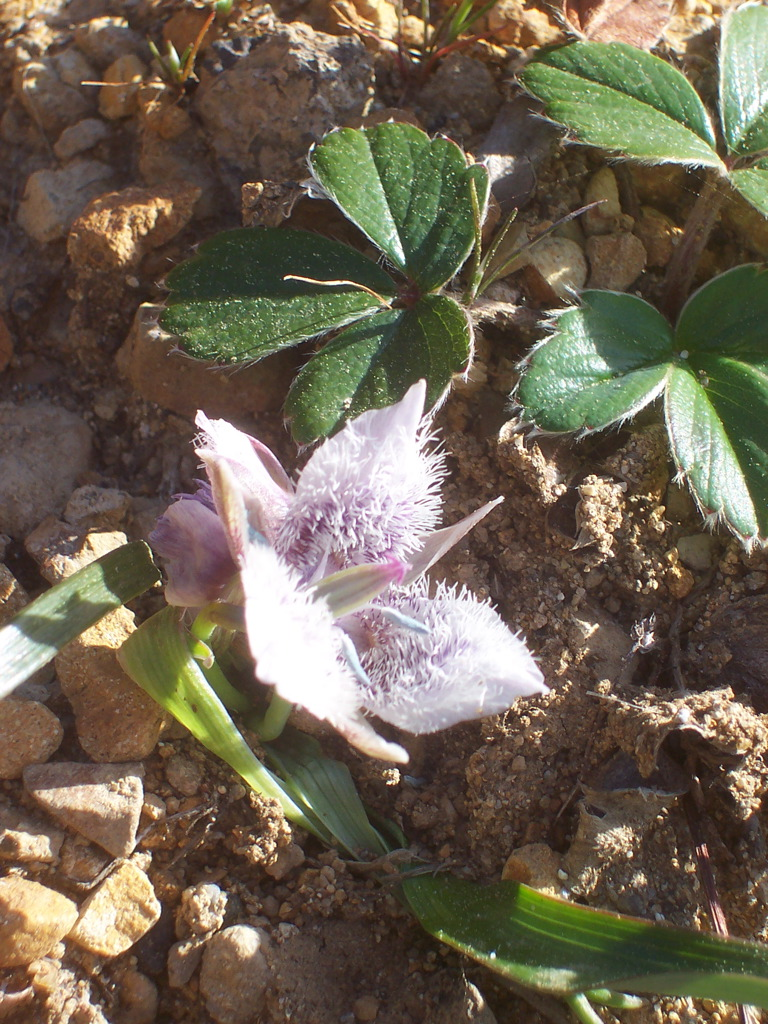
Flor.

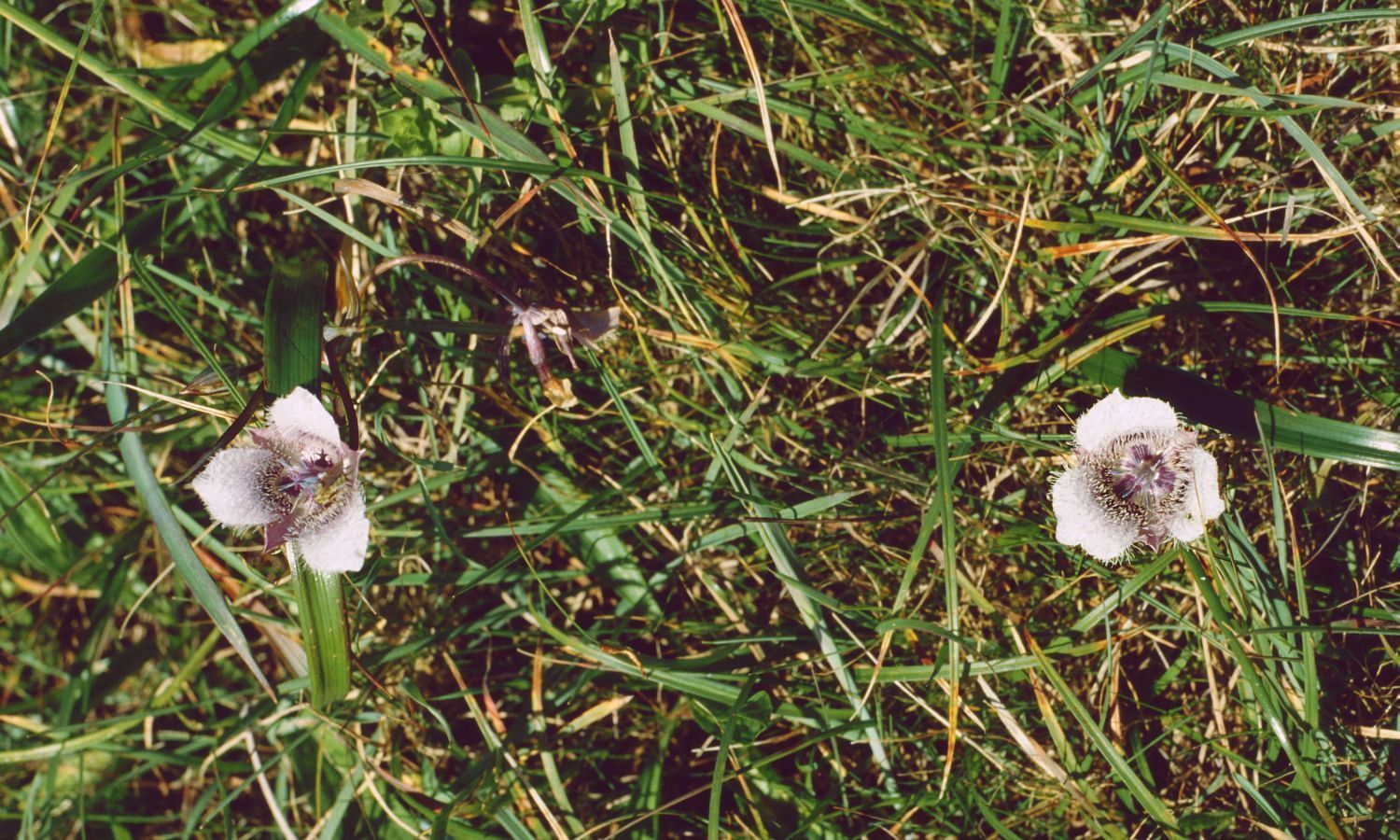
En su hábitat

## Descripción
Es una hierba perenne que produce un tallo delgado, ramificado o no ramificado, que alcanza los 40 centímetros de altura máxima. Tiene una hoja basal de hasta 40 centímetros de largo, que no se marchita en la floración, y por lo general, también tiene hojas más pequeñas, más arriba en el tallo.  La inflorescencia es de una flor solitaria o un racimo de flores acampanadas. Cada una tiene pétalos de color blanco a rosa pálido o morado  de hasta 2,5 centímetros de largo, y los sépalos estrechos.  Los pétalos son generalmente muy peludos en su superficie interna, y puede tener flecos de pelos largos.  El fruto es una cápsula alada de 2 o 3 centímetros de largo que contiene varias semillas de color marrón oscuro.

## Propiedades
Se la utiliza en la denominada «terapia floral californiana»  para aquellos que están endurecidos o desconectados, ayuda a abrirse y sensibilizarse, ablanda la vida emocional, potencia los sueños, la oración, meditación y las capacidades intuitivas.

## Taxonomía
Calochortus tolmiei fue descrita por Hook. y Arn. y publicado en The Botany of Captain Beechey's Voyage 398. 1841[1840].
Etimología
Calochortus: nombre genérico que proviene del idioma griego y significa "pasto bello", nombre que hace referencia al parecido de las hojas y tallos de estas plantas con los de una gramínea o pasto y, al mismo tiempo, pone de manifiesto el gran atractivo de las flores.
tolmiei: epíteto
Sinonimia
- Calochortus elegans var. lobbii Baker, J. Linn. Soc., Bot. 14: 305 (1874).
- Calochortus elegans Baker, J. Linn. Soc., Bot. 14: 305 (1875), nom. illeg.
- Calochortus glaucus Regel, Gartenflora 24: 260 (1875).
- Calochortus purdyi Eastw., Proc. Calif. Acad. Sci., III, 1: 137 (1897).
- Calochortus maweanus var. major Purdy in L.H.Bailey, Cycl. Amer. Hort. 1: 219 (1900).
- Calochortus maweanus var. roseus Purdy in L.H.Bailey, Cycl. Amer. Hort. 1: 219 (1900).
- Calochortus galei Peck, Torreya 28: 54 (1928).[3]

## Nombre común
- Castellano:  Orejas de gato.[1]